# Delilah (misil)
El misil Delilah es un misil de crucero o munición merodeadora desarrollado en Israel por Israel Military Industries (IMI). Está diseñado para apuntar a objetivos en movimiento y reubicables con un error circular probable (CEP) de 1 metro (3 pies 3 pulgadas). A diferencia de un misil de crucero típico, en el que se fija un objetivo preprogramado antes del lanzamiento, la característica única del misil Delilah, según afirma el fabricante, es poder merodear y vigilar un área antes que un oficial de sistemas de armas remoto, generalmente desde el lanzamiento de aviones de combate, identifica el objetivo específico del ataque.